# 하이브로
하이브로는 《드래곤빌리지》시리즈로 대표되는 게임 개발 업체이다. 드래곤빌리지 IP를 활용한 드래곤 빌리지 M, 드래곤빌리지 NEW, 드래곤빌리지 컬렉션 등을 출시하였으며, 포켓몬을 뛰어넘는 IP를 만드는 것을 목표로 게임 개발을 하고 있다.
highbrow의 뜻은 “지식인 또는 교양있는 사람” 으로, 복합 문화 콘텐츠 기업으로서, 게임 개발 뿐만 아니라 지식창출사업에 이바지하자는 의미를 가지고 있다고 한다.
창문과 highbrow의 ‘H’와 ‘B’를 합성한 하이브로의 심볼은 “하이브로 라는 창을 통해 세상에 즐거움을 보여주자”라는 가치를 담고있다.

## 연혁
- [2023년 8월] 드래곤빌리지 컬렉션 글로벌 서버 오픈

- [2023년 5월] 드래곤빌리지 컬렉션 오픈베타 시작

- [2023년 3월] 드래곤빌리지 서바이벌 모바일게임 출시

- [2022년 1월] 드래곤빌리지 ARENA 모바일게임 출시

- [2021년 9월] 드래곤빌리지NEW 모바일게임 글로벌 출시

- [2020년 8월] 퍼플랩 지분 인수

- [2019년 5월] 드래곤빌리지 도서 수출액 $10만 달성

- [2019년 1월] 드래곤빌리지W 모바일게임 출시

- [2018년 11월] 드래곤빌리지B 모바일게임 출시

- [2018년 7월] 드래곤빌리지 시그니처 출시

- [2017년 8월] 드래곤빌리지M 모바일게임 출시

- [2016년 10월] 64억 투자유치 (엔씨소프트)

- [2015년 12월] 드래곤빌리지 학습도감 시리즈 출시

- [2014년 4월] 드래곤빌리지2 모바일게임 출시

- [2013년 3월] 드래곤빌리지 컬렉션게임카드 출시

- [2012년 1월] 드래곤빌리지 모바일게임 출시

- [2009년 12월] highbrow 창립

## 사업

### 드래곤빌리지 IP 사업
하이브로는 드래곤빌리지 시리즈의 IP를 보유하고 있는 회사이다. 다른 사업들도 진행하지만, 메인 슬로건에서 볼 수 있듯 드래곤빌리지 IP 사업이 메인이라고 보면 된다.
해당 IP를 기반으로 게임, 서적, 완구 등을 직접 제작, 출판하거나 타 회사와 라이선싱 계약을 맺어 출시한다. 최근 드래곤빌리지 IP를 활용하여 NHN의 우파루 오딧세이 게임 개발, 제작에 참여하였다.

### 게임 사업

#### 개발 및 출시 게임
하이브로는 대표적으로 드래곤빌리지라는 스마트폰 모바일 게임을 개발 및 제작하고 있다. 드래곤빌리지는 다양한 드래곤을 수집하고 육성하는 RPG형 게임으로 2012년 출시된 드래곤빌리지부터, 2022년 출시 예정인 드래곤빌리지 ARENA까지 시리즈까지 출시되었다. 최근에는 드래곤빌리지가 아닌 다른 게임들의 퍼블리싱 영역으로도 영업하고 있다.
드래곤빌리지 누적 다운로드 횟수는 2천만회에 다다랐으며, 이후 시리즈는 국내 뿐만 아니라 북미지역, 아시아 지역에서도 큰 인기를 얻었다.
드래곤빌리지 시리즈는 다음과 같이 이루어져 있다.
- <드래곤빌리지> (2012.01)

가장 먼저 선보인 드래곤빌리지 시리즈의 시작이며, 유타칸 반도라는 곳에서 수많은 드래곤들을 수집하고 육성하는 게임이다.
- <드래곤빌리지2> (2014.04)

약 2년 후 드빌2를 출시하였는데, 기본적인 게임 포맷은 유사하나 스토리나 세계관 구성에서 차이를 보인다. 드빌1과 세계관을 모두 공유하지 않고 캐릭터들의 연령층도 높아졌으며 과거의 이면을 다루며 드빌1보다 조금 딥한 느낌을 가진 게임이다.
- <드래곤 빌리지 M> : 마스터의 길 (2017.08)

기존 드래곤빌리지가 모험과 드래곤 수집에 강한 장르라면 드래곤빌리지M은 수집한 드래곤을 육성, 강화시키는 부분에 큰 비중을 두었다. 강화한 드래곤으로 더 높은 타워를 공략하고 유저와의 전투(pvp)에서 높은 점수를 내는 등의 수집형RPG 장르의 기본 포맷에 충실한 게임이다. 드빌M은 높은 그래픽 퀄리티와 정통 수집형 RPG요소에 힘입어 기존 드빌1보다 이용 연령층이 다양해졌다 또한 드빌M은 북미지역과 대만, 일본 등 해외 수출을 통해 큰 사랑을 받았으며 매출의 50%가 해외에서 발생하는 등 큰 성과를 거둔다.
- <드래곤빌리지 W> (2019.01)
- <드래곤빌리지 X> (2021.7)

드래곤빌리지 시리즈 중 하나로 방치형 RPG 시뮬레이션 장르의 게임이다. 기본적으로 드빌 M의 일러스트를 따랐다.
- <드래곤빌리지 NEW> (2021.09)

드빌1의 수집적인 요소를 강화하고 방치형 요소를 가미한 게임이다. 하루 10분만 플레이 해도 게임이 진행되어, 부담없이 재밌게 즐길수 있다. 업데이트마다 다양한 드래곤을, 다양한 방법으로 얻을 수 있게끔 설계되었으며 숨겨진 알을 얻는 방법도 알아가는 재미가 있다. 특히, 드빌 NEW에서는 드래곤빌리지 대표 커뮤니티인 드빌닷넷의 자작룡 뽐내기를 통해 유저가 그린 드래곤을 직접 게임속에 넣어주는 이벤트가 활성화되어있는데, 게임 유저들과의 소통내용을 실제 게임 상에 반영한 점이 흥미롭다. 드빌 NEW 는 홍콩, 태국, 인도 등 해외에서도 인기를 끌었다.
- <드래곤빌리지 ARENA> (2022.01)

하이브로는 컴투스플랫폼과 메가존클라우드와 합작하여 1월 19일 국내 안드로이드를 대상으로《드래곤빌리지 ARENA》를 출시하였다.
드래곤빌리지 아레나는 기존 드래곤빌리지의 방치형 RPG게임 형식을 따르면서도, 캐릭터와 스킬의 조합과 장비 강화 여부 따라 전투결과를 바꿀 수 있도록 제작되었다.

#### 서비스 종료 게임
- 이음
- 위매프
- 몬스터월드
- 배틀스쿨
- 점프해용
- 핑거로켓
- 덤벼라풍뎅이
- 트레이스트레일(트트)
- 우산이필요해
- 던전 위드 드래곤
- 고대신룡
- 비틀빌리지
- 몬스터빌리지
- 드래곤빌리지 사가
- 드래곤빌리지 퍼즐
- 드래곤빌리지TCG
- 지하철이야기
- 드래곤빌리지 점프
- 쇼미더머니
- 좀비 슬래시
- 포켓용
- 드래곤빌리지 B

### 도서 출판업

#### 하이브로 자체출판
highbrow는 복합 문화 콘텐츠 기업으로서 게임 개발 뿐만 아니라, 지식창출사업의 일환으로 도서를 출판하고 있다. 드래곤빌리지 IP를 활용하여 2015년부터 학습도감, 지리도감 등 다양한 주제를 담은 어린이 도서를 꾸준히 출간하였으며, 홍콩, 타이완, 마카오 태국 등 해외에 판권을 수출하며 인기를 얻고있다.
다만, 2022년 2월 AI개미를 포함하여 모든 하이브로의 도서가 절판 처리되었으나 2023년 5월 드래곤빌리지 컬렉션 게임과 함께 해당 게임의 도감북을 출간하여 복귀하였다.
국내에서는 절판된 도서들도 해외에 수출한 판권 분량은 해당 국가들에서 여전히 판매중.

#### 학산 문화사
대한민국의 메이저 만화 출판사인 학산문화사는 하이브로의 드래곤빌리지 캐릭터를 활용하여 도서를 출간하고있다. 누적판매량 100만권을 초과한 베스트셀러로 꾸준히 인기를 얻고있으며 드래곤빌리지 주인공인 가온과 누리가 고대신룡과 함께 떠나는 모험 이야기를 담은 RPG 게임코믹 장르의 도서이다. 현재 38편까지 출간되었다.

### 캐릭터 상품 사업
하이브로는 공식 스마트스토어에서 드래곤빌리지의 대표 캐릭터인 고대신룡(고신) 시그니처를 활용한 다양한 물품과 게임 관련 카드팩 등을 판매하고있다.
드래곤빌리지 공식 스마트스토어 홈페이지

## 소통

### 드래곤빌리지 커뮤니티
드래곤빌리지 커뮤니티 홈페이지
드래곤빌리지 게임을 이용하는 유저들을 기반으로 이루어진 커뮤니티로서 현재는 용을 좋아하는 사람들의 성지로 불리는 공간이다. 게임을 하고 있는 유저들 뿐만 아니라 게임을 하지 않더라도 용을 좋아하는 유저들이 모여 <그림 게시판>, <웹툰 게시판>, <소설 게시판> 등에서 자신이 창작한 용들을 뽐내곤 한다.
현재 스스로 창작한 드래곤을 그려서 공유하는 <그림 게시판>에는 누적 15만 마리 이상의 드래곤 그림이 올라와있으며 아이들도 그림을 그려 참여하는 등 이용 연령층이 다양하다. 매주 100마리 이상의 드래곤이 꾸준히 올라오고 있으며 드래곤빌리지 NEW에서는 유저들이 창작한 드래곤이 게임 내에 반영되기도 한다.
게임을 이용하는 유저들은 게임 내의 희귀한 알을 서로 교환하기 위해 활성화된 <거래 게시판>을 주로 이용한다.

### 게임 행사

#### 팝업 스토어
하이브로는 2023년 2번의 드래곤빌리지 팝업스토어 행사를 개최했다. (7월과 10월)
행사는 삼성 파르나스몰에서 진행되었으며, 모바일 게임인 드래곤 빌리지 컬렉션 체험, 굿즈 판매와 룰렛돌리기, 캐리커쳐 그려주기 등 다양한 오프라인 행사로 구성되어있었다.
1차 행사때는 최초로 드래곤빌리지 컬렉션 카드 1탄을 판매하며 카드팩 판매를 본격화하는 모습을 보였다.
1차 팝업스토어 행사에서는 드래곤빌리지 컬렉션 콜라보를 진행한 생물유튜버 정브르의 도서 사인회를 진행하여 많은 관심을 모았으며, 드빌 네컷 등 포토부스도 인기가 많았다고 한다.
하이브로는 오프라인 행사를 통해 테이머들의 관심과 사랑에 보답하고자 행사를 개최하였으며 앞으로도 온라인 뿐만 아니라 오프라인을 통한 소통에 더 많은 노력을 기울이겠다는 입장이다.

#### G star 행사
하이브로는 2023년 11월 셋째주에 부산 벡스코에서 열린 G star 행사에도 참여하여 오프라인 행사에 공을들여 참여하는 행보를 보였다.
지스타행사 취지에 맞게 굿즈 판매보다는 룰렛이나 홍보 이벤트(요요볼, 캡모자 등)가 주를 이루었으며, 룰렛이벤트 상품과 캐릭터 인형탈이 인기가 많아 행사기간 내내 야외부스에서 줄이 가장 길었다는 평이 많다.

## 근무환경

### 복리후생
하이브로는 성장욕구가 있는 직원들을 지원하기 위해 복지 정책을 매년 개편하고 있다. 또한 직원들이 성장하며 회사에 기여하는 바에 대해서는 그에 맞는 대우를 해주기 위해 노력하고 있다. 더하여 하이브로는 공식적인 지원 뿐만 아니라, 빼빼로 데이나 창립기념일 행사 등에서 직원들에게 럭키드로우를 통해 랜덤으로 상품을 지급하는등 비공식적으로도 직원들을 위한 정책을 고민하고 있는 것으로 보인다.
《사이닝보너스》: 하이브로로 이직할 경우 인센티브 명목으로 최대 기존 연봉 +1,000만원을 인상해주고 있다.
《연 2회 연봉협상》: 연 2회 연봉협상을 통해 1년동안 1,000만원 연봉 인상이 가능하다.
《프리미엄 건강검진》: 국가건강검진 외에 임직원들에게 프리미엄 건강검진 서비스를 별도로 지원하고 있다.
《중식, 석식 식대 및 간식제공》
《불금데이》: 매주 금요일은 오후 5시에 퇴근한다.
《생일 축하선물》: 스타벅스 기프트 카드 증정
《자유로운 연차사용 및 수평적인 조직문화 구축》

### 사무실
하이브로 사무실은 서울특별시 강남구 영동대로 432 준앤빌딩 4층에 위치하고 있으며, 최근 추가적으로 리모델링을 진행했다고 한다.다.

## 관련 Contents

### 드래곤빌리지 스마트스토어
드래곤빌리지 공식 스마트스토어 홈페이지

### 공식 인스타그램 및 유튜브
공식 인스타그램 
공식 유튜브